# ماري يونغ تشيني غريلي
ماري يونغ تشيني غريلي (بالإنجليزية: Mary Cheney Greeley)‏ هي مُدرسة وسفرجات أمريكية، ولدت في 1811 في ليتشفيلد في الولايات المتحدة، وتوفيت في 29 أكتوبر 1872 في نيويورك في الولايات المتحدة بسبب سل.